# 暫存器傳遞語言
暫存器傳遞語言（英語：register transfer language，縮寫為 RTL），又譯為暫存器轉換語言、寄存器轉換語言，一種中間語言，使用於編譯器中。與組合語言很接近。寄存器传递语言被用于描述一个架构中寄存器传输级上的数据流。 在學術論文和教科书中，暫存器傳遞語言被認為是一種與架構無關的組合語言。GCC的中間語言，也被稱為暫存器傳遞語言（RTL），風格類似於LISP。GCC的前端（frontend）會先將程式語言轉譯成RTL，之後再利用後端（backend）轉化成機器碼。

## 歷史
1980年，暫存器傳遞語言首次被提出。

## GCC
GCC使用的暫存器傳遞語言，採用S-表達式，與LISP類似：
```
(
set
 
(
reg:SI
 
140
)

     
(
plus:SI
 
(
reg:SI
 
138
)

              
(
reg:SI
 
139
)))

```

## 外部連結
- GNU GCC的暫存器傳遞語言 （页面存档备份，存于）